# 101 до н. е.

## Події
- Консулами обираються Гай Марій (вп'яте) та Маній Аквілій.
- 30 липня — 50-тисячна римська армія Гая Марія в битві на Рудійських полях розбила кімврів, очолюваних Бойоріксом, що загрожували столиці імперії.

## Народились
- Юлія Цезаріс Молодша — молодша з двох старших сестер Юлія Цезаря, дружина Марка Атія Бальба, баба імператора Октавіана по жіночій лінії.
- Луцій Корнелій Лентул Нігер — політичний діяч Римської республіки, претор 60 року до н. е.

## Померли
- Клеопатра III — цариця Єгипту у 142 до н. е.—101 до н. е. (разом з Птолемеєм VIII, Птолемеєм IX, Птолемеєм X).
- Покінчив з собою Марк Емілій Скавр — військовий діяч Римської республіки, легат, син Марка Емілія Скавра, консула 115 року до н. е..